# Diógenes Luna
Diógenes Luna Martínez (* 1. Mai 1977 in Guantánamo) ist ein ehemaliger kubanischer Amateurboxer. Er wurde 1994 Junioren-Weltmeister im Leichtgewicht, 1998 Weltcupsieger im Weltergewicht sowie 2001 Weltmeister im Halbweltergewicht, zudem gewann er im Jahr 2000 eine Bronzemedaille bei den Olympischen Sommerspielen in Sydney.

## Karriere
Als 17-Jähriger nahm er im September 1994 im Leichtgewicht an den 8. Junioren-Weltmeisterschaften in Istanbul teil, wo er durch Siege gegen Ranko Tegeltija aus Jugoslawien, Toufik Seddoud aus Algerien, Wladimir Kolesnik aus der Ukraine, Andy Schiemann aus Deutschland und Dmitri Pawlutschenko aus Russland, die Goldmedaille erkämpfte.
1998 gewann er im Weltergewicht die 18. Zentralamerika- und Karibikspiele in Venezuela, sowie den 8. Weltcup in Peking. Er schlug dabei in den Finalkämpfen José Luis Zertuche aus Mexiko und Nurhan Süleymanoğlu aus der Türkei.
1999 und 2000 wurde er Kubanischer Meister im Halbweltergewicht. Bei den 13. Panamerikanischen Spielen 1999 in Kanada, gewann er eine Bronzemedaille im Halbweltergewicht; er war dabei im Halbfinale Víctor Castro aus Argentinien unterlegen. Bei den Weltmeisterschaften desselben Jahres in Houston, unterlag er im Viertelfinale gegen Lukáš Konečný aus Tschechien.
Im Jahr 2000 vertrat er Kuba im Halbweltergewicht bei den 27. Olympischen Sommerspielen in Sydney. Durch Siege gegen Willy Blain aus Frankreich (25:14) und Saleh Abdelbary Maksoud aus Ägypten (K. o.) zog er ins Halbfinale ein, wo er gegen Ricardo Williams aus den USA knapp mit 41:42 verlor.
2001 konnte er ebenfalls im Halbweltergewicht, die 27. Zentralamerika- und Karibikmeisterschaften in der Dominikanischen Republik gewinnen, wobei er im Finale den Mexikaner Juan De Dios Navarro besiegte. Zudem gewann er im Juni desselben Jahres die 11. Weltmeisterschaften in Belfast. Er hatte dabei im Halbweltergewicht Domingos Santos aus Brasilien, Ionuţ Dan Ion aus Rumänien, Nasimi Ajdinow aus Aserbaidschan, Juri Solotow aus der Ukraine und Dimitar Schtiljanow aus Bulgarien besiegt.
Nachdem Luna 2002 schon im Halbfinale der nationalen Meisterschaften gescheitert war, konnte er 2003 wieder das Finale erreichen, welches er gegen Inocente Fiss (22:9) verlor. Nach einem internen Ausscheid konnte er sich jedoch durchsetzen und startete bei den Weltmeisterschaften 2003 in Bangkok, wo er u. a. gegen Baqyt Särsekbajew aus Kasachstan gewann, sich jedoch im Viertelfinale Willy Blain, Frankreich (47:29), geschlagen geben musste. Im selben Jahr startete er auch bei den Panamerikanischen Spielen, bei denen er jedoch ebenfalls schon im Viertelfinale ausschied.
2005 startete Luna nochmals bei den nationalen Meisterschaften, scheiterte aber schon in der Vorrunde und beendete daraufhin seine Karriere.
Auswahl von Turniersiegen
- Juli 2000: Gewinner des Giraldo Córdova Cardín Turniers in Kuba, Halbweltergewicht, Siege gegen Kelson Pinto (Brasilien), Victor Castro (Argentinien), Tümentsetsegiin Üitümen (Mongolei) und Miguel Cotto (Puerto Rico)
- Februar 2003: Gewinner des Strandja-Turniers in Bulgarien, Halbweltergewicht, Siege gegen Makar Malina (Russland), Baqyt Särsekbajew (Usbekistan) und Dimitar Schtiljanow (Bulgarien)
- Mai 2003: Gewinner des Giraldo Córdova Cardín Turniers in Kuba, Halbweltergewicht, Siege gegen Urantschimegiin Mönch-Erdene (Mongolei), Rudinelson Hardy (Kuba) und Yudel Johnson (Kuba)